# Mauricio Merlo
Mauricio Sebastián Merlo Delgado (Canelones, Uruguay, 27 de abril de 1981) es un futbolista uruguayo. Juega de mediocampista y actualmente milita en el Racing de Montevideo de la Primera División de Uruguay.

## Clubes
| Club                 | País      | Año         |
| -------------------- | --------- | ----------- |
| Deportivo Colonia    | Uruguay   | 2001        |
| Colón FC             | Uruguay   | 2002        |
| Juventud Las Piedras | Uruguay   | 2003 - 2005 |
| Miramar Misiones     | Uruguay   | 2006 - 2007 |
| Rampla Juniors       | Uruguay   | 2007 - 2009 |
| Deportivo Marquense  | Guatemala | 2009 - 2010 |
| Rampla Juniors       | Uruguay   | 2010 - 2011 |
| Racing de Montevideo | Uruguay   | 2011 - 2012 |